# Епично фентъзи
Eпичното фентъзи или високото фентъзи (на англ. epic fantasy, high fantasy) е поджанр на фентъзито, дефиниран от епичния характер на обстановката или от епичния статус на неговите герои, теми или сюжет. Действието се развива в алтернативен, измислен („вторичен“) свят, а не в „реалния“ или „първичния“ свят. Този вторичен свят обикновено е вътрешно последователен, но неговите правила се различават от тези на първичния свят. За разлика от това ниското фентъзи (на англ. low fantasy) се характеризира с това, че се развива на Земята, първичния или реалния свят или рационален и познат измислен свят с включване на магически елементи.
Романсите на Уилям Морис, като „Кладенецът на края на света“, поставени във въображаем средновековен свят, понякога се смятат за първите примери за високо фентъзи. Произведенията на Дж. Р. Р. Толкин – особено „Властелинът на пръстените“ – се считат за архетипни произведения на високото фентъзи.

## Особености
Терминът „високо фентъзи“ е въведен от американския писател Лойд Александър в есе от 1971 г., озаглавено „Високо фентъзи и героична романтика“ (на англ. "High Fantasy and Heroic Romance"), което първоначално е представено на Кръглата маса на детските библиотекари в Нова Англия през октомври 1969 г. В своето  определение Александър се основава на рамката, изложена от Нортръп Фрай в неговата „Анатомия на критиката“ (на англ. Anatomy of Criticism: Four Essays), и по-специално на неговата „Теория на модусите“. Според това разбиране високото фентъзи се класифицира като фентъзи, представено във висок миметичен модус.
Оттогава терминът „високо фентъзи“ се използва като обширо понятие, който включва различни разновидности на фентъзи жанра, вкл. митично фентъзи, тъмно фентъзи и уся. Обикновено не се счита, че включва жанра „меч и магия“.
Високото фентъзи обикновено се развива в квазисредновековен свят и често е вдъхновено от различни митологични или легендарни традиции. Често, но не винаги, включва свръхестествена магия и въображаеми същества като дракони.
Много произведения от жанра „високо фентъзи“ са разказани от гледната точка на един главен герой. Сюжетът често се съсредоточава около неговия произход или мистериозна природа, като в основата на историята стои заплаха със световен мащаб. Главният герой често е представен като сирак или необичаен брат или сестра, притежаващ изключителни способности в магията или бойните изкуства. В началото на повествованието той обикновено е млад, понякога дори дете, или е изобразен като слаб и неспособен.
Макар че героят започва като наивна или детинска фигура, обстоятелствата го принуждават да съзрее бързо. В хода на развитието си той придобива значителни умения в битка или решаване на проблеми. Постепенно научава за същността на силите, които му се противопоставят – обикновено мощни и зловещи. Злодеите в тези истории често са представени като напълно зли и лишени от възможност за съчувствие или разбиран.
Някои от най-ранните произведения, които се считат за примери за високо фентъзи, са романите на Уилям Морис, включително „Кладенецът на края на света“ (The Well at the World's End, 1896), чието действие се развива във въображаем средновековен свят. Други ранни представители на жанра са творбите на американския писател Джеймс Бранч Кейбъл, започвайки от 1919 г., обединени под заглавието „Биография на живота на Мануел“ (Biography of the Life of Manuel), и поставени в измислен свят, вдъхновен от средновековна Франция. Значим принос към развитието на епичното фентъзи имат и романите на Е. Р. Едисън, сред които „Червеят Уроборос“ (The Worm Ouroboros, 1922) и трилогията „Зимиамвиан“ (Zimiamvian Trilogy, 1935–1958).
Произведенията на английския писател Дж. Р. Р. Толкин, особено „Властелинът на пръстените“ (1954-1955), се считат за архетипни произведения на високото фентъзии.

## Теми
Епичното фентъзи често се отличава със своите теми и философски послания. Една от най-често срещаните теми е борбата между доброто и злото, като дефинирането на същността на злото играе ключова роля в много произведения от жанра. Пример за това е „Властелинът на пръстените“ на Дж. Р. Р. Толкин.
Значението на концепцията за доброто и злото често служи като разграничителен белег между високото фентъзи и жанра „меч и магия“. В много произведения от високото фентъзи този конфликт отразява дълбока загриженост за моралните въпроси. В други случаи борбата е по-скоро за власт, като магьосници или други влиятелни фигури действат безотговорно, независимо дали са определени като „добри“ или „зли“.

## Използване в компютърни игри
Ролеви игри като „Подземия и дракони“ с кампаниийни сетинги, подобни на „Драконовото копие“ от Трейси Хикман и Маргарет Вайс и „Забравени кралства“ (Forgotten Realms) от Ед Грийнууд, са често срещана основа за много фентъзи книги и много други автори продължават да допринасят за настройките.